# カモンイス賞
カモンイス賞（ポルトガル語：Prémio Camões）は、ポルトガル語世界でもっとも重要な文学賞であり、ルイス・デ・カモンイスにちなんで名づけられた。通年ポルトガルのFundação Biblioteca Nacional（国民図書館財団）とブラジルのDepartamento Nacional do Livro（国民書籍部門）によってポルトガル語で傑出した作品を著した著者に与えられる。
ポルトガル語作品にとってノーベル文学賞と同等であるともみなされる。賞金は100,000ユーロである。

## 受賞者
| 年度 | 著者                                                        | 国籍                 |
| ---- | ----------------------------------------------------------- | -------------------- |
| 1989 | ミゲル・トルガ (1907 - 1994)                                | ポルトガル           |
| 1990 | ジョアン・カブラル・デ・メロ・ネト (1920 - 1999)            | ブラジル             |
| 1991 | ジョゼ・クラヴェイリーニャ (1922 - 2003)                    | モザンビーク         |
| 1992 | ヴェルジーリオ・フェレイラ (1916 - 1996)                    | ポルトガル           |
| 1993 | ラケル・デ・ケイロス (1910 - 2003)                          | ブラジル             |
| 1994 | ジョルジェ・アマード (1912 - 2001)                          | ブラジル             |
| 1995 | ジョゼ・サラマーゴ (1922 - 2010)                            | ポルトガル           |
| 1996 | エドゥアルド・ロウレンソ (1923 - 2020)                      | ポルトガル           |
| 1997 | ペペテラ (1941 -)                                           | アンゴラ             |
| 1998 | アントニオ・カンヂード (1918 - 2017)                        | ブラジル             |
| 1999 | ソフィア・デ・メロ・ブレイネル (1919 - 2004)                | ポルトガル           |
| 2000 | アウトラン・ドウラード (1926 - 2012)                        | ブラジル             |
| 2001 | エウジェニオ・デ・アンドラーデ (1923 - 2005)                | ポルトガル           |
| 2002 | マリア・ベーリョ・ダ・コスタ (1938 - 2020)                  | ポルトガル           |
| 2003 | ルベン・フォンセカ (1925 - 2020)                            | ブラジル             |
| 2004 | アグスティーナ・ベサ＝ルイス (1922 - 2019)                  | ポルトガル           |
| 2005 | リギア・ファグンデス・テレス (1918 - 2022)                  | ブラジル             |
| 2006 | ジョゼ・ルアンディーノ・ヴィエイラ (1935 -) - 受賞辞退      | ポルトガル/ アンゴラ |
| 2007 | アントニオ・ロボ・アントゥーネス (1942 -)                   | ポルトガル           |
| 2008 | ジョアン・ウバルド・リベイロ (1941 - 2014)                  | ブラジル             |
| 2009 | アルメニオ・ヴィエイラ (1941 -)                             | カーボベルデ         |
| 2010 | フェレイラ・グラール (1930 - 2016)                          | ブラジル             |
| 2011 | マヌエル・アントニオ・ピナ (1943 -2012)                     | ポルトガル           |
| 2012 | ダルトン・トレヴィザン (1925 -)                             | ブラジル             |
| 2013 | ミア・コウト (1955 -)                                       | モザンビーク         |
| 2014 | アルベルト・ダ・コスタ・エ・シルヴァ (1931 - 2023)          | ブラジル             |
| 2015 | ヘリア・コレイア (1949 -)                                   | ポルトガル           |
| 2016 | ラドゥアン・ナッサル (1935 -)                               | ブラジル             |
| 2017 | マヌエル・アレグレ (1936 -)                                 | ポルトガル           |
| 2018 | ジェルマーノ・アルメイダ (1945 -)                           | カーボベルデ         |
| 2019 | シコ・ブアルキ (1944 -)                                     | ブラジル             |
| 2020 | ヴィトール・マヌエル・デ・アギアール・エ・シルヴァ (1939 -) | ポルトガル           |
| 2021 | パウリーナ・チジアネ (1955 -)                               | モザンビーク         |
| 2022 | シルヴィアーノ・サンティアゴ (1936 -)                       | ブラジル             |
| 2023 | ジョアン・バレント (1940 -)                                 | ポルトガル           |
| 2024 | アデリア・プラド (1935 -)                                   | ブラジル             |